# Marc Fenelus
Marc Fenelus (Port-au-Prince, 22 agosto 1992) è un calciatore britannico originario di Turks e Caicos, attaccante svincolato.

## Statistiche

### Cronologia presenze e reti in nazionale
| Cronologia completa delle presenze e delle reti in nazionale ― Turks e Caicos | Cronologia completa delle presenze e delle reti in nazionale ― Turks e Caicos | Cronologia completa delle presenze e delle reti in nazionale ― Turks e Caicos | Cronologia completa delle presenze e delle reti in nazionale ― Turks e Caicos | Cronologia completa delle presenze e delle reti in nazionale ― Turks e Caicos | Cronologia completa delle presenze e delle reti in nazionale ― Turks e Caicos | Cronologia completa delle presenze e delle reti in nazionale ― Turks e Caicos | Cronologia completa delle presenze e delle reti in nazionale ― Turks e Caicos |
| Data                                                                          | Città                                                                         | In casa                                                                       | Risultato                                                                     | Ospiti                                                                        | Competizione                                                                  | Reti                                                                          | Note                                                                          |
| ----------------------------------------------------------------------------- | ----------------------------------------------------------------------------- | ----------------------------------------------------------------------------- | ----------------------------------------------------------------------------- | ----------------------------------------------------------------------------- | ----------------------------------------------------------------------------- | ----------------------------------------------------------------------------- | ----------------------------------------------------------------------------- |
| 3-6-2014                                                                      | Oranjestad                                                                    | Turks e Caicos                                                                | 2 – 0                                                                         | Isole Vergini Britanniche                                                     | Qual. Coppa dei Caraibi 2014                                                  | 1                                                                             |                                                                               |
| 24-3-2015                                                                     | Basseterre                                                                    | Saint Kitts e Nevis                                                           | 6 – 2                                                                         | Turks e Caicos                                                                | Qual. Mondiali 2018                                                           | -                                                                             |                                                                               |
| 27-3-2015                                                                     | Providenciales                                                                | Turks e Caicos                                                                | 2 – 6                                                                         | Saint Kitts e Nevis                                                           | Qual. Mondiali 2018                                                           | -                                                                             |                                                                               |
| 23-3-2018                                                                     | Santo Domingo                                                                 | Rep. Dominicana                                                               | 4 – 0                                                                         | Turks e Caicos                                                                | Amichevole                                                                    | -                                                                             |                                                                               |
| 13-10-2018                                                                    | Providenciales                                                                | Turks e Caicos                                                                | 0 – 8                                                                         | Guyana                                                                        | Qual. CONCACAF Nations League 2019-2020                                       | -                                                                             |                                                                               |
| 18-11-2018                                                                    | Providenciales                                                                | Turks e Caicos                                                                | 3 – 2                                                                         | Saint Vincent e Grenadine                                                     | Qual. CONCACAF Nations League 2019-2020                                       | -                                                                             | 73’                                                                           |
| 17-3-2019                                                                     | Nassau                                                                        | Turks e Caicos                                                                | 1 – 6                                                                         | Bahamas                                                                       | Amichevole                                                                    | 1                                                                             | 55’                                                                           |
| 10-9-2019                                                                     | Providenciales                                                                | Turks e Caicos                                                                | 0 – 3                                                                         | Guadalupa                                                                     | CONCACAF Nations League 2019-2020                                             | -                                                                             |                                                                               |
| 11-10-2019                                                                    | Willemstad                                                                    | Sint Maarten                                                                  | 2 – 5                                                                         | Turks e Caicos                                                                | CONCACAF Nations League 2019-2020                                             | -                                                                             | 88’                                                                           |
| 14-11-2019                                                                    | Providenciales                                                                | Turks e Caicos                                                                | 3 – 2                                                                         | Sint Maarten                                                                  | CONCACAF Nations League 2019-2020                                             | -                                                                             |                                                                               |
| 18-11-2019                                                                    | Les Abymes                                                                    | Guadalupa                                                                     | 10 – 0                                                                        | Turks e Caicos                                                                | CONCACAF Nations League 2019-2020                                             | -                                                                             |                                                                               |
| Totale                                                                        |                                                                               | Presenze                                                                      | 11                                                                            |                                                                               | Reti                                                                          | 2                                                                             |                                                                               |

## Palmarès

### Club

#### Competizioni nazionali
- Premier League (Taiwan): 2

Tatung: 2017, 2018